# Госпер (округ)
Округ Госпер (англ. Gosper County) — округ, расположенный в штате Небраска (США) с населением в 2044 человека по статистическим данным переписи 2010 года. Окружной центр находится в деревне Элвуд.

## История
Округ Госпер был образован в 1873 году и получил своё официальное название в честь американского политика Джона Джея Госпера.

## География
По данным Бюро переписи населения США округ Госпер имеет общую площадь в 1199 квадратных километров, из которых 1186 кв. километров занимает земля и 13 кв. километров — вода. Площадь водных ресурсов округа составляет 0,99 % от всей его площади.

### Соседние округа
- Досон (Небраска) — север
- Фелпс (Небраска) — восток
- Фернас (Небраска) — юг
- Фронтир (Небраска) — запад

## Демография
По данным переписи населения 2000 года в округе Госпер проживало 2143 человека, 655 семей, насчитывалось 863 домашних хозяйств и 1281 жилой дом. Средняя плотность населения составляла около двух человек на один квадратный километр. Расовый состав округа по данным переписи распределился следующим образом: 98,79 % белых, 0,14 % коренных американцев, 0,23 % азиатов, 0,42 % смешанных рас, 0,42 % — других народностей. Испано- и латиноамериканцы составили 1,26 % от всех жителей округа.
Из 863 домашних хозяйств в 29,90 % — воспитывали детей в возрасте до 18 лет, 69,10 % представляли собой совместно проживающие супружеские пары, в 3,90 % семей женщины проживали без мужей, 24,10 % не имели семей. 22,80 % от общего числа семей на момент переписи жили самостоятельно, при этом 10,50 % составили одинокие пожилые люди в возрасте 65 лет и старше. Средний размер домашнего хозяйства составил 2,42 человек, а средний размер семьи — 2,83 человек.
Население округа по возрастному диапазону по данным переписи 2000 года распределилось следующим образом: 23,80 % — жители младше 18 лет, 5,40 % — между 18 и 24 годами, 24,00 % — от 25 до 44 лет, 26,00 % — от 45 до 64 лет и 20,80 % — в возрасте 65 лет и старше. Средний возраст жителей округа составил 43 года. На каждые 100 женщин в округе приходилось 102,00 мужчин, при этом на каждых сто женщин 18 лет и старше приходилось 101,40 мужчин также старше 18 лет.
Средний доход на одно домашнее хозяйство в округе составил 36 827 долларов США, а средний доход на одну семью в округе — 42 702 доллара. При этом мужчины имели средний доход в 28 836 долларов США в год против 21 204 долларов США среднегодового дохода у женщин. Доход на душу населения в округе составил 17 957 долларов США в год. 4,80 % от всего числа семей в округе и 7,90 % от всей численности населения находилось на момент переписи населения за чертой бедности, при этом 11,10 % из них были моложе 18 лет и 5,00 % — в возрасте 65 лет и старше.

## Основная автодороги
- US 283
- Автомагистраль 18
- Автомагистраль 23

## Населённые пункты
Деревни
- Элвуд
- Смитфилд